# 용감한 가족
《용감한 가족》은 KBS 2TV로 방영된 한국방송공사의 텔레비전 프로그램이며 2015년 1월 23일부터 2015년 4월 3일까지 방송되었다.

## 출연자
- 심혜진 (엄마)
- 이문식 (아빠)
- 박명수 (외삼촌)
- 박주미 (외숙모)
- 강민혁 (아들)
- 설현 (딸)

### 중도하차
- 최정원[1]

## 방영 목록&시청률
| 회차 | 방송일   | 촬영지                 | 부제                                      | 시청률 |
| ---- | -------- | ---------------------- | ----------------------------------------- | ------ |
| 1회  | 1월 23일 | 캄보디아 톤레사프 호수 | 첫번째 정착지! 캄보디아 톤레사프 호수     | 6.2%   |
| 2회  | 1월 30일 | 캄보디아 톤레사프 호수 | 물 위에서 사는 법                         | 4.9%   |
| 3회  | 2월 6일  | 캄보디아 톤레사프 호수 | 용감한 가족, 가족끼리 왜 이래             | 4.6%   |
| 4회  | 2월 13일 | 캄보디아 톤레사프 호수 | 용감한 가족, 톤레사프에 빠지다!           | 6.1%   |
| 5회  | 2월 27일 | 캄보디아 톤레사프 호수 | 다섯번째 이야기. 가족의 의미, 행복의 비밀 | 4.3%   |
| 6회  | 3월 6일  | 라오스 콕싸앗 소금마을 | 용감한 가족, 소금마을에 가다!             | 4.2%   |
| 7회  | 3월 13일 | 라오스 콕싸앗 소금마을 | 용감한 가족, 짭짤한 로맨스!               | 4.3%   |
| 8회  | 3월 20일 | 라오스 콕싸앗 소금마을 | 용감한 가족, 가족을 위하여!               | 4.8%   |
| 9회  | 3월 27일 | 라오스 콕싸앗 소금마을 | 용감한 가족, 男과 女                      | 4.6%   |
| 10회 | 4월 3일  | 라오스 콕싸앗 소금마을 | 소금 마을의 기적!                         | 5.3%   |

(시청률 : 닐슨코리아 제공)